# آي بي تي سامر (ناقلة نفط)
آي بي تي سامر (بالإنجليزية: ABT Summer)‏ هي ناقلة نفط تم بناءها في كوريا الشمالية وبدأ استخدامها سنة 1974.يبلغ طول الناقلة قرابة 344 مترا مع عرض بلغ 84 مترا، تحمل الناقلة علم ليبيريا.

## تحطمها
التسرب النفطي «إيه بي تي سمر» حدث بتاريخ 28 مايو/أيار عام 1991.بمحذات سواحل أنغولا أي بما يقارب 1300 كيلومتر قبالة ساحل أنجولا.
خلف الحادث أضرارا بشرية قدرت بوفاة 5 أشخاص.مع تسرب كبير للنفط، الكمية المسربة ناهزت 1.21 مليون برميل (من 51 إلى 81 مليون جالون).
انفجرت ناقلة النفط «إيه بي تي سمر» وتم إنقاذ 27 من طاقمها من أصل 32 من خلال استجابة منسقة من 7 سفن، ولكن فُقد 5 أفراد من الطاقم، وغطت بقعة النفط مساحة 80 ميلاً مربعاً (207 كيلومترات مربعة) وظلت النيران لمدة 3 أيام قبل أن تغرق السفينة في الأول من يونيو/حزيران عام 1991.